# 斯波義眞
斯波 義眞（しば よしなお、生没年不詳）は、常陸国水戸藩士。かつての高水寺城城主家斯波氏後裔。斯波詮国（孫三郎）の次男。号は素端、能書、乱気。兄は斯波行詮（三郎兵衛）。
初め水戸藩附家老中山信治の下におり、後に源義公に12人月俸の水戸藩士として仕えるが、後に乱心し、死去。